# Bandeira de Guadalajara (Jalisco)
A Bandeira de Guadalajara é um dos símbolos oficiais do município de Guadalajara, a capital do estado de Jalisco, no México. Foi criada em 1967 pelo prefeito Francisco Medina Asencio.

## Descrição
Seu desenho consiste em um retângulo dividido em tres faixas horizontais. A faixa horizontal central amarela sendo de maior proporção às azuis, na parte superior e inferior há duas faixas horizontais azuis.
Sobre a faixa amarela está um brasão da cidade de Guadalajara, no estado de Jalisco.

## Cores
As cores da bandeira foram oficialmente definidas pelo bando municipal de 4 de maio de 2021. As cores são:
| Cor | Cor     | Código Hex HTML |
| --- | ------- | --------------- |
|     | azul    | #0000FF         |
|     | amarelo | #F1BF00         |

## Simbolismo
As cores são: ouro ou amarelo (fazer bom trabalho aos pobres) e azul (riqueza da agricultura).